# Charles Coleman (Schauspieler)

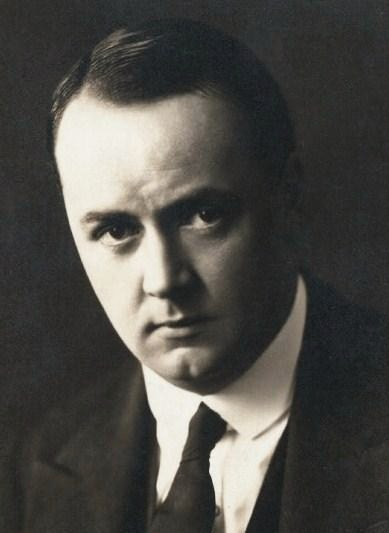
Charles Coleman (um 1910)

Charles Coleman (* 22. Dezember 1885 in Sydney, New South Wales; † 8. März 1951 in Woodland Hills, Los Angeles, Kalifornien) war ein australischer Schauspieler der Stumm- und Tonfilmära, der später die US-amerikanische Staatsbürgerschaft annahm.

## Leben und Karriere
Coleman tourte als Theaterschauspieler durch Australien und die USA. Seinen ersten Stummfilm drehte er 1915 mit The Mummy and the Humming Bird. 1923 ließ er sich in Hollywood nieder, wo er sich als gefragter Nebendarsteller etablieren konnte.
In der Hälfte seiner Filme war er Butler, Portier, Kammerdiener oder Kellner. Er galt als einer der „perfekten Butler“ Hollywoods, diesen Berufsstand spielte er unter anderem in den Komödien Wirbelwind aus Paris (1937) und Die ewige Eva (1941), in dem Abenteuerfilm Manuel (1937), in dem Musical Scheidung auf amerikanisch (1934, als Diener von Fred Astaire) und in dem Westerndrama Pittsburgh (1942, als Butler von John Waynes Figur). 1935 war er in Jahrmarkt der Eitelkeiten, dem ersten abendfüllenden Film in Technicolor, zu sehen. Sein letzter gedrehter Film war The Blazing Sun und sein letzter veröffentlichter Film war Double Dynamite, der 1948 gedreht wurde und am Weihnachtstag 1951 veröffentlicht wurde.
Insgesamt umfasst Colemans filmisches Schaffen mehr als 230 Filme sowie zwei Fernsehauftritte in seinem letzten Lebensjahr. Coleman starb im März 1951 im Alter von 65 Jahren an einem Schlaganfall im Motion Picture Country Home. Er wurde eingeäschert und im Chapel Of The Pines Crematory in Los Angeles beigesetzt.

## Filmographie (Auswahl)
- 1915: When We Were Twenty-One
- 1923: Eine verhängnisvolle Nacht (Big Dan)
- 1924: The Vagabond Trail
- 1927: Mein Pappi (That’s My Daddy)
- 1928: Das Vagabundenliebchen (Good Morning, Judge)
- 1931: Bachelor Apartment
- 1931: Manhattan Parade
- 1932: Union Depot
- 1932: Eine Stunde mit Dir (One Hour with You)
- 1932: Merrily We Go to Hell
- 1932: Ein Dieb mit Klasse (Jewel Robbery)
- 1932: The Washington Masquerade
- 1932: Silberdollar (Silver Dollar)
- 1932: Rettender Ruin (A Successful Calamity)
- 1933: Urlaub vom Thron (The King’s Vacation)
- 1933: Der kleine Gangsterkönig (The Little Giant)
- 1933: Diplomaniacs
- 1933: Baby Face
- 1933: I Loved a Woman
- 1934: David Harum
- 1934: Of Human Bondage
- 1934: Millionäre bevorzugt (The Girl from Missouri)
- 1934: The Richest Girl in the World
- 1934: Scheidung auf amerikanisch (The Gay Divorcee)
- 1934: The Little Minister
- 1935: Die Goldgräber von 1935 (Gold Diggers of 1935)
- 1935: Jahrmarkt der Eitelkeiten (Becky Sharp)
- 1935: No More Ladies
- 1935: Der Mann für Mord (The Murder Man)
- 1935: Abenteuer im Gelben Meer (China Seas)
- 1935: The Goose and the Gander
- 1935: Spione küßt man nicht (Rendezvous)
- 1935: Blutige Perlen (Whipsaw)
- 1935: Der Mann, der die Bank von Monte Carlo sprengte (The Man Who Broke the Bank at Monte Carlo)
- 1935: Magnificent Obsession
- 1936: Der große Ziegfeld (The Great Ziegfeld)
- 1936: The King Steps Out
- 1936: Um den Krügerdiamanten (The Return of Sophie Lang)
- 1936: The White Angel
- 1936: Poor Little Rich Girl
- 1936: Signale nach London (Lloyd’s of London)
- 1936: Zum Tanzen geboren (Born to Dance)
- 1936: Drei süße Mädels (Three Smart Girls)
- 1937: Der Liebesreporter (Love Is News)
- 1937: Tanz mit mir (Shall We Dance)
- 1937: Der Prinz und der Bettelknabe (The Prince and the Pauper)
- 1937: Manuel (Captains Courageous)
- 1937: Broadway Melody of 1938
- 1937: 100 Mann und ein Mädchen (One Hundred Men and a Girl)
- 1937: Danger – Love at Work
- 1937: Der letzte Gangster (The Last Gangster)
- 1938: Alexander’s Ragtime Band
- 1938: Wirbelwind aus Paris (The Rage of Paris)
- 1938: Lord Jeff
- 1938: Little Miss Broadway
- 1938: Sorgenfrei durch Dr. Flagg – Carefree (Carefree)
- 1938: That Certain Age
- 1938: Mein Mann, der Cowboy (The Cowboy and the Lady)
- 1938: Brennendes Feuer der Leidenschaft (The Shining Hour)
- 1938: A Christmas Carol
- 1939: Ehrlich währt am längsten (You Can’t Cheat an Honest Man)
- 1939: Musik fürs Leben (They Shall Have Music)
- 1939: Maisie
- 1939: Nur dem Namen nach (In Name Only)
- 1939: First Love
- 1940: Mexican Spitfire
- 1940: Orchid, der Gangsterbruder (Brother Orchid)
- 1940: Andy Hardy Meets Debutante
- 1940: Der Draufgänger (Boom Town)
- 1940: Der Westerner (The Westerner)
- 1941: Buck Privates
- 1941: Sis Hopkins
- 1941: Die ewige Eva (It Started with Eve)
- 1941: Rache ist süß (Design for Scandal)
- 1942: Miss Annie Rooney
- 1942: Ein Kuß zuviel (They All Kissed the Bride)
- 1942: Pittsburgh
- 1942: Arabische Nächte (Arabian Nights)
- 1943: Laurel und Hardy: Schrecken aller Spione (Air Raid Wardens)
- 1943: Du Barry Was a Lady
- 1943: Gespenster im Schloß (Sherlock Holmes Faces Death)
- 1943: Girl Crazy
- 1943: Die Waise von Lowood (Jane Eyre)
- 1944: Die Träume einer Frau (Lady in the Dark)
- 1944: Der Whistler (The Whistler)
- 1944: The White Cliffs of Dover
- 1944: Pinky und Curly (Once Upon a Time)
- 1944: Der Pirat und die Dame (Frenchman’s Creek)
- 1944: Tagebuch einer Frau (Mrs. Parkington)
- 1945: Eine Frau mit Unternehmungsgeist (Roughly Speaking)
- 1945: Das Bildnis des Dorian Gray (The Picture of Dorian Gray)
- 1945: Earl Carroll Vanities
- 1945: Urlaub in Hollywood (Anchors Aweigh)
- 1945: Broadway Melodie 1950 (Ziegfeld Follies)
- 1945: Eine Lady mit Vergangenheit (Kitty)
- 1946: Cluny Brown auf Freiersfüßen (Cluny Brown)
- 1946: Die Ausreißerin (The Runaround)
- 1946: Mit Pinsel und Degen (Monsieur Beaucaire)
- 1946: Ich hab dich immer geliebt (I’ve Always Loved You)
- 1947: Mädchen für Hollywood (Variety Girl)
- 1947: Angelockt (Lured)
- 1948: Drei kleine Biester (Three Daring Daughters)
- 1949: Ritter Hank, der Schrecken der Tafelrunde (A Connecticut Yankee in King Arthur’s Court)
- 1949: My Friend Irma
- 1951: Valentino – Liebling der Frauen (Valentino)
- 1951: Doppeltes Dynamit (Double Dynamite)